# Классический приватный университет
Классический приватный университет (КПУ) (укр. Класичний приватний університет) — высшее учебное заведение негосударственной формы собственности, IV уровня аккредитации. Университет ведёт подготовку по более, чем 30 специальностям, от уровня младшего специалиста до доктора наук.

## История
- Университет основан в 1992 как «Международный институт государственного и муниципального управления».
- 1996 — переименован в «Запорожский институт государственного и муниципального управления».
- 1998 — основан научно-образовательный комплекс, в состав которого впоследствии вошли высшие учебные заведения I—II и III—IV уровней аккредитации, ПТУ, гимназии и школы города.
- 1999 — институт аккредитован по III уровню, построено и открыто собственное шестиэтажное помещение.
- 2000 — приказом Министерства образования и науки Украины (от 21 ноября № 542) заведению предоставлен статус Гуманитарного университета с названием «Гуманитарный университет ЗИГМУ».
- 2003 — открыт студенческий отель, школа-коллегиум для 1-4 классов.
- 2004 — открыты Институты последипломного и дистанционного образования в новых собственных помещениях (ул. Гоголя 100). Открыты Мелитопольский и Энергодарский институты государственного и муниципального управления ГУ «ЗИГМУ».
- 2005 — университет аккредитован в целом по IV уровню, построен шестиэтажный учебный корпус для факультета здоровья, спорта и туризма.
- 2006 — начато строительство нового семиэтажного корпуса для юридического факультета, открыт научно-исследовательский институт проблем государственного управления и местного самоуправления. Гуманитарный университет «ЗИГМУ» внесен в Государственный реестр научных учреждений Украины, которым предоставляется государственная поддержка. На базе Гуманитарного университета открыты три специализированных ученых совета по защите диссертаций на соискание ученой степени кандидата наук.
- 2007 — университет признан лучшим высшим учебным заведением города по результатам рейтинга «Топ-200 Украина» и занимает 75-е место среди двухсот лучших ВУЗов Украины[2][3]. Расширено направления подготовки и соответственно предоставлен новый статус — Классического университета, изменена организационная структура — выделены институты по направлениям подготовки.
- 2008 — в Классическом приватном университете работают 6 специализированных ученых советов по защите диссертаций, в том числе 2 докторские[4]. Открыт новый семиэтажный корпус Института права имени Владимира Сташиса.
- 2010 — Классический приватный университет объявляет ежегодный региональный заказ на обучение за средства университета для особо одаренных выпускников общеобразовательных учреждений. Объём заказа в целом по университету будет составлять до 10 % от общей численности принятых для обучения на первом курсе университета.[5]

По состоянию на сентябрь 2010 г., на дневном и заочном отделениях Классического приватного университета ведется подготовка бакалавров по 24 направлениям, специалистов и магистров по 34 специальностям, аспирантов по 20 специальностям, докторантов по 6 специальностям. При университете открыты 7 специализированных ученых советов по защите диссертаций на соискание ученой степени доктора и кандидата наук, издаются четыре научных журнала, утверждённых ВАК.
В 2010 г. Классический приватный университет присоединился к Великой хартии университетов. Является членом Международной ассоциации университетов
Учебный процесс обеспечивает профессорско-преподавательский состав, в числе которого 74 доктора наук, профессора; 201 кандидат наук, доцент.

## Корпуса и кампусы
Корпуса Классического приватного университета: главный корпус университета, корпус Института права имени Владимира Сташиса, корпус Института здоровья, спорта и туризма, помещение колледжа.

## Институты и факультеты
- Институт управления осуществляет подготовку специалистов по следующим направлениям: менеджмент организаций и администрирование (специализации: менеджмент на рынке товаров и услуг; менеджмент организаций инвестиционной деятельности; программная инженерия; системный анализ; информатика; микро- и наноэлектроника; геодезия, картография и землеустройство; богословие (с указанием конфессии) (конфессия — православие)).
- Институт экономики осуществляет обучение студентов по следующим направлениям: экономическая кибернетика; экономика предприятия; маркетинг; учёт и аудит; прикладная статистика; финансы и кредит; международная экономика.
- Институт журналистики и массовой коммуникации осуществляет обучение студентов по следующим направлениям подготовки: журналистика; издательское дело и редактирование; реклама и связи с общественностью; психология, социология, социальная работа; дизайн.
- Институт иностранной филологии осуществляет обучение по квалификационному уровню «бакалавр» по направлению подготовки «Филология», по квалификационным уровням «специалист», «магистр» по специальностям «Перевод», «Язык и литература (английский)».
- Научная лаборатория ренессансных студий
- В Институте здоровья, спорта и туризма осуществляется обучение студентов по следующим направлениям подготовки: физическое воспитание; здоровье человека; туризм и гостинично—ресторанное дело.
- Институт права имени Владимира Сташиса
- Институт информационных технологий в образовании
- Центр профессиональной переподготовки и повышения квалификации
- Колледж Классического приватного университета готовит «младших специалистов» по специальностям: физическое воспитание; издательское дело и редактирование; социальная работа; экономика предприятия; товароведение и коммерческая деятельность; прикладная статистика, организация обслуживания населения; туристическое обслуживание; социальная педагогика; дизайн печатной продукции; правоведение; разработка программного обеспечения.

В университете внедрено дистанционное образование с помощью системы Moodle.

## Известные выпускники
- Пеклушенко А. Н. — украинский политик, председатель Запорожской областной государственной администрации, Народный депутат Верховной Рады Украины VI созыва;
- Капитонов А. — мастер спорта Украины международного класса. Обладатель чёрного пояса по каратэ-до шотокан (3-й дан) по рукопашному бою (1-й дан). Трехкратный чемпион мира и многократный призёр по рукопашному бою. Двукратный серебряный (2004, 2005 г.) и бронзовый (2003 г.) призёр чемпионата Европы по каратэ;
- Самоленко, Татьяна Владимировна — советская и украинская спортсменка, легкоатлетка, специалист в беге на средние дистанции.

## Рейтинг
- Согласно рейтингу университетов Украины III—IV уровней аккредитации «Топ-200 Украина» в 2012 г. Классический приватный университет занял общее 110-е место. Среди пяти запорожских вузов попавших в рейтинг это четвёртый результат. Среди вузов Запорожской области у КПУ было отмечено наилучшее качество обучения, но самая низкая оценка качества научно-педагогического потенциала[12].
- Согласно рейтингу университетов Украины III—IV уровней аккредитации «Топ-200 Украина» в 2013 г. Классический приватный университет занял общее 112-е место. Среди пяти запорожских вузов попавших в рейтинг это четвёртый результат. Среди вузов Запорожской области у КПУ было отмечено наилучшее качество обучения[13].